# Pokémon Link!
Pokémon Link! (ポケモントローゼ/Pokemon Torōze au Japon ; Pokémon Trozei! aux États-Unis) est un jeu vidéo de puzzle sur le thème des Pokémon sorti en 2005 sur Nintendo DS. Le jeu a été développé par Genius Sonority et édité par Nintendo.

## Système de jeu
Le joueur incarne Mlle Piedléger, et doit sauver les Pokémon du Bataillon Phobos, en alignant des icônes représentant divers Pokémon dans une grille qui s'étant sur les deux écrans de la console. En alignant au moins quatre Pokémon identiques, ces derniers disparaissent de l'écran de jeu.